# Partido Socialista Obrero (Argentina)
Partido Socialista Obrero fue un partido político argentino escindido del Partido Socialista en mayo de 1937, liderado por los diputados Joaquín Coca, Luis Ramicone y por los concejales de la Capital Federal Salvador Gómez, Vicente Russomano y Juan Unamuno. Al mismo pertenecían también sindicalistas como Pedro González Porcel y René Strodeur de la Federación Gráfica Bonaerense. 